# Chiesa di Santa Maria Assunta (Genova, Nervi)
La chiesa di Santa Maria Assunta è un luogo di culto cattolico situato nel quartiere di Nervi, in via Guglielmo Oberdan, nel comune di Genova nella città metropolitana di Genova. La chiesa è sede della parrocchia omonima del vicariato di Nervi-Quinto dell'arcidiocesi di Genova.

## Storia e descrizione

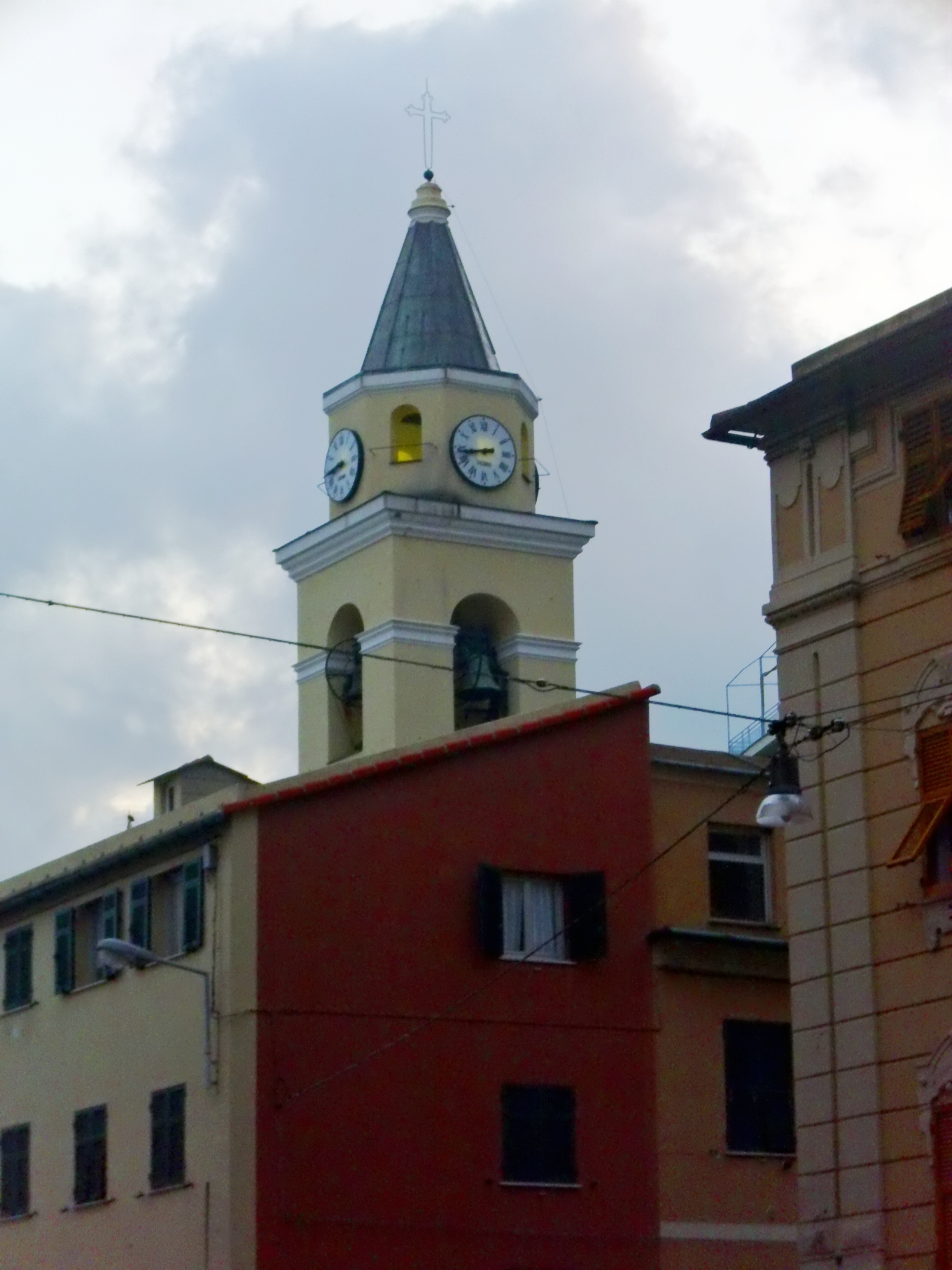
Il campanile

Secondo alcune fonti pare che un primo edificio religioso sorse nel XV secolo come oratorio della locale confraternita dei Bianchi; poco tempo dopo divenne chiesa succursale della parrocchiale di San Siro di Nervi.
Fu l'arcivescovo di Genova, monsignor Edoardo Pulciano, che elevò l'oratorio al titolo di parrocchiale autonoma con decreto arcivescovile del 2 dicembre 1905. Dieci anni dopo, l'8 dicembre del 1915, fu elevata al titolo di prevostura da monsignor Lodovico Gavotti.
Un ampliamento dell'edificio, e delle opere parrocchiali connesse, si attuò nel corso degli anni sessanta del XX secolo con la solenne benedizione della prima pietra, il 1º ottobre del 1961, da parte dell'arcivescovo genovese cardinal Giuseppe Siri.
L'edificio si presenta ad unica navata con l'affrescamento degli interni, nel 1845, da parte del pittore Giuseppe Passano; l'altare maggiore è risalente al 1739 in stile barocco. La chiesa ha subito in tempi recenti opere di conservazione e restauro nel 1979 e nel 1980; proprio sul finire di quell'anno, il 20 dicembre, fu lo stesso cardinale Siri a consacrare l'edificio.
Tra le opere conservate vi è una statua dell'Assunta dello scultore Filippo Parodi, anche se originariamente l'opera fu attribuita ad Anton Maria Maragliano.